# Light Years
 (novembre 2014).
Si vous disposez d'ouvrages ou d'articles de référence ou si vous connaissez des sites web de qualité traitant du thème abordé ici, merci de compléter l'article en donnant les références utiles à sa vérifiabilité et en les liant à la section « Notes et références ».
Albums de Kylie Minogue
Impossible Princess
(1997) Fever
(2001)
Singles
1. Spinning Around
Sortie : 19 juin 2000
2. On a Night Like This
Sortie : 11 septembre 2000
3. Kids
Sortie : 9 octobre 2000
4. Please Stay
Sortie : 11 décembre 2000
5. Your Disco Needs You
Sortie : 22 janvier 2001

Light Years est le septième album studio de la chanteuse australienne Kylie Minogue, sorti le 25 septembre 2000 sous le label Parlophone. Le style de l'album marque le retour de Kylie à la dance-pop.

## Information sur l'album
En 1999, Kylie Minogue a conclu un contrat avec le label Parlophone, puis a commencé à enregistrer les chansons de son septième album, et principalement le single "Spinning Around", considéré comme son single marquant son comeback. L'album est sorti le 22 septembre 2000 en Australie et en Nouvelle-Zélande, et le 25 septembre 2000 au Royaume-Uni et en Europe. Kylie Minogue est ensuite partie en tournée pour promouvoir l'album avec la On a Night Like This Tour, en Europe et en Australie. En raison du succès de l'album et de la tournée, une réédition est sortie le 5 mars 2001 avec un CD bonus contenant des remix.
L'album contient de nombreuses mélodies dance-pop avec des éléments house et disco. Le premier morceau de l'album et premier single est "Spinning Around", coécrit par Paula Abdul, qui avait initialement prévu cette chanson comme single pour son album de retour. Cependant, l'album n'est jamais sorti et Parlophone a donné la chanson à Kylie Minogue. Light Years s'est vendu à plus de 3 millions d'exemplaires dans le monde.

## Performace commerciale
En Australie, Light Years a d'abord atteint la deuxième place sur la liste des ARIA Albums Chart le 2 août 2000. Deux semaines plus tard, l'album a atteint la première place, devenant ainsi le premier album de Kylie Minogue au sommet du hitparade dans son pays natal. L'album est resté 41 semaines dans le Top 50 et a été certifié quatre fois disque de platine par la Australian Recording Industry Association, se vendant à plus de 280 000 exemplaires. En Nouvelle-Zélande, l'album a atteint la huitième place, restant cinq semaines au total dans le hitparade. Au Royaume-Uni, il a atteint la deuxième place au UK Albums Chart le 1er octobre 2000, et a par la suite été certifié disque de platine par le British Phonographic Industry, se vendant à plus de 300 000 exemplaires.

## Singles
- "Spinning Around" est le premier single de l'album sorti en juin 2000. Il a atteint la première place en Australie et au Royaume-Uni. Ce single marque le grand retour de Kylie à la pop. Le clip montre Kylie en micro-short doré dans une boîte de nuit.
- "On a Night Like This" est sorti en septembre 2000, il a également atteint la première place en Australie et au Royaume-Uni. Kylie a interprété cette chanson aux Jeux olympiques d'été de 2000 à Sydney.
- "Kids" est un duo avec Robbie Williams, sorti en octobre 2000. La chanson a été écrite par Robbie Williams et Guy Chambers, et a atteint la seconde place au Royaume-Uni et la cinquième place en Australie. "Kids" est également le quatrième single de l'album de Robbie Williams Sing When You're Winning.
- "Please Stay" est sorti en décembre 2000, il a atteint la dixième place au Royaume-Uni et la quinzième place en Australie. Kylie a interprété la chanson à l'émission Top of the Pops.

## Pistes de l'album
| No  | Titre                        | Auteur                                                     | Producteur(s)         | Durée |
| --- | ---------------------------- | ---------------------------------------------------------- | --------------------- | ----- |
| 1.  | Spinning Around              | Ira Shickman, Osborne Bingham, Kara DioGuardi, Paula Abdul | Mike Spencer          | 3:27  |
| 2.  | On a Night Like This         | Steve Torch, Graham Stack, Mark Taylor, Brian Rawling      | Stack, Taylor         | 3:31  |
| 3.  | So Now Goodbye               | Kylie Minogue, Steve Anderson                              | Johnny Douglas        | 3:37  |
| 4.  | Disco Down                   | Douglas                                                    | Douglas               | 3:55  |
| 5.  | Loveboat                     | Minogue, Guy Chambers, Robbie Williams                     | Chambers, Steve Power | 4:08  |
| 6.  | Koocachoo                    | Minogue, Douglas                                           | Douglas               | 4:00  |
| 7.  | Your Disco Needs You         | Minogue, Chambers, Williams                                | Chambers, Power       | 3:32  |
| 8.  | Please Stay                  | Minogue, Richard Stannard, Julian Gallagher, John Themis   | Stannard, Gallagher   | 4:08  |
| 9.  | Bittersweet Goodbye          | Minogue, Anderson                                          | Anderson              | 3:43  |
| 10. | Butterfly                    | Minogue, Anderson                                          | Mark Picchiotti       | 4:08  |
| 11. | Under the Influence of Love  | Paul Politi, Barry Eugene White                            | Stannard, Gallagher   | 3:21  |
| 12. | I'm So High                  | Minogue, Chambers, Megan Smith                             | Chambers, Power       | 3:32  |
| 13. | Kids (feat. Robbie Williams) | Williams, Chambers                                         | Chambers, Power       | 4:19  |
| 14. | Light Years                  | Minogue, Stannard, Gallagher                               | Stannard, Gallagher   | 4:48  |